# Anthophorula morgani
Anthophorula morgani är en biart som beskrevs av Cockerell 1914. Anthophorula morgani ingår i släktet Anthophorula och familjen långtungebin. Inga underarter finns listade i Catalogue of Life.